# 喬治·雷穆斯
喬治·雷穆斯（George Remus，1878年11月13日—1952年1月20日）是一名德國出生的美國律師，他在禁酒時期初成為一個成功的私酒販。

## 早年
雷穆斯於1878年在德國萊希河畔蘭茨貝格出生，父母是法蘭克（Frank）和瑪麗亞·雷穆斯（Maria Remus）。雷穆斯在1882年6月15日移民到美國（從挪威出發，乘坐前往紐約的Fifington號），並短暫居住在馬里蘭州，然後是威斯康辛州，最後在1885年搬到芝加哥。14歲時，喬治在他叔叔的藥店工作以支撐家庭，因為雷穆斯的父親無法工作。雷穆斯在19歲時從芝加哥藥學學院畢業後成為一名合格的藥劑師，並在21歲時購買了他的第一間藥店。
在五年之內，雷穆斯擴張、購買另一間藥店。但是，雷穆斯很快便厭倦了藥店生意，而到了24歲，他就成了一名律師。

## 生涯
雷穆斯在伊利諾伊州法學院（後來與德保羅大學法學院合併）上學，並於1904年獲得伊利諾伊州律師資格。雷穆斯專門從事刑事辯護，特別是謀殺罪，而且變得相當出名，這在很大程度上是由於1914年備受關注的William Cheney Ellis謀殺案。正是在這一案件中，雷穆斯開創了「短暫精神錯亂」（transitory insanity）的辯護方式，該辯護方式後來演變成現在的「暫時性精神錯亂」（temporary insanity）辯護。到了1920年，雷穆斯每年賺得50萬美元，相等於現在大約$6,763,000美元。
由於在第18修正案和沃爾斯泰德法的正式批准下，美國於1920年1月17日開始實施禁酒令。在幾個月內，雷穆斯發現他的犯罪客戶通過非法生產和銷售酒精飲料迅速變得非常富有。他決定將自己變成一名罪犯，利用他的法律知識來逃避刑罰。
雷穆斯記熟了沃爾斯泰德法，並發現了一些漏洞，因此他可以藉政府許可的藥用用途下購買釀酒廠和藥店，將「陳年的」酒出售給他自己。然後，雷穆斯的僱員會劫走他自己的酒，以便非法出售。雷穆斯搬到辛辛那提，在那裡設置80％的美國陳年威士忌的，他買下大部分的威士忌製造商。不到三年的時間裡，在他信任的第二號人物George Conners的幫助下，雷穆斯賺了4000萬美元，並有大約3,000人為他工作。雷穆斯擁有許多美國最著名的釀酒廠，其中包括Fleischmann釀酒廠，其價格包括3100加侖的威士忌酒。許多的小城鎮，例如肯塔基州的紐波特，也開始充當為賭徒們開設小賭場來招待他們酒醉顧客的飲酒城鎮。
雷穆斯的其中一間強化的釀酒廠是他從George Gehrum購買的死亡谷農場（Death Valley Farm），位於辛辛那提的Westwood。外界認為只有通過泥路才能到達那裡。實際的釀酒廠位於皇后城大道2656號（2656 Queen City Ave）。酒精在房子的閣樓上被蒸餾，然後用送菜升降機送到下面。地下室是一個地板門的位置，隧道大約50到100英尺長和六英尺深。私酒販會把貨品沿著隧道推到一輛等候的汽車上，通常都能夠安全地帶走。據信，這是辛辛那提地區中唯一從未被搜查的地點之一。1920年，有強盜搶劫這裡，但是由John Gehrum領導的雷穆斯武裝警衛向強盜激烈開槍，經過短暫的戰鬥後，受傷的襲擊者離開了。
除了成為「私酒販之王」（King of the Bootleggers）之外，雷穆斯也被稱為一名彬彬有禮的主人。他舉辦了很多派對，其中包括為他的妻子Imogene舉辦的1923年生日派對，她穿著一件大膽的泳衣與其他水上舞蹈員一起露面，並由一個15人組成的管弦樂隊演奏小夜曲。當地的小孩們都把雷穆斯看作是一個父親般的人物。雷穆斯和他的妻子於1922年在他們給予綽號為大理石宮殿（Marble Palace）的新大宅舉辦了一個元旦前夕派對。來賓包括來自該地區中最有聲望家族的一百對夫婦。作為臨別的禮物，雷穆斯向所有的男人贈送鑽石裝飾別針，並給每位客人的妻子一輛名牌新車。1923年6月，雷穆斯在與政府發生問題的期間舉行了類似的派對，在派對上他送給每個女客人（在場的50人中）一輛全新的汽車。

## 個人生活

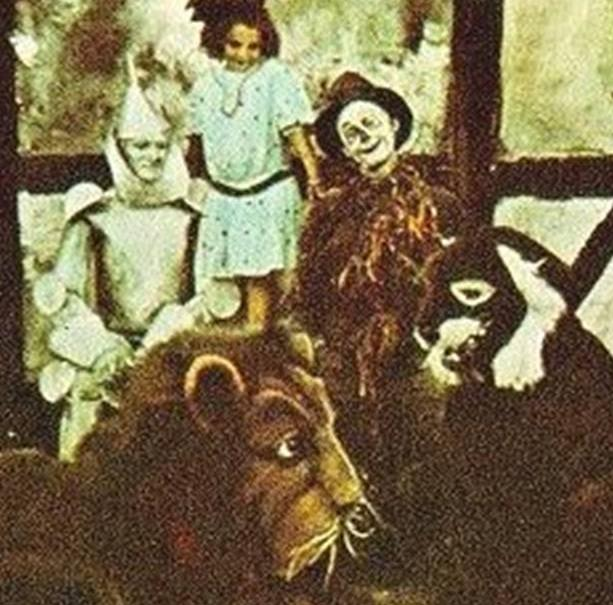
《The Fairylogue and Radio-Plays》中的蕾夢娜·雷穆斯

1899年7月20日，雷穆斯和Lillian Klauff結婚。他們的女兒出生於1900年，名叫蕾夢娜·雷穆斯，她後來在無聲電影中當了一名女童星
，當她八歲時，她在1908年的《The Fairylogue and Radio-Plays》中扮演第一個的桃樂絲·蓋爾。在雷穆斯開始與他的法律秘書Augusta Imogene Holmes（娘家姓Brown）發生關係後，這段婚姻於1920年離婚告終。Holmes是一名有女兒（名叫Ruth）的年輕離婚女子。雷穆斯和Holmes於1920年6月在肯塔基州的紐波特結婚。

## 法律問題
1925年，雷穆斯利用他的法律知識逃避法律的計劃出了問題。他因成千上萬的沃爾斯泰德法的違規行為而被起訴，一個陪審團在兩個小時內做出了判決定罪，並判處兩年聯邦監禁。他因非法私酒而被送到亞特蘭大聯邦監獄兩年。當他在監獄裡時，雷穆斯與另一名同獄犯人交朋友，並最終向他透露，他的妻子Imogene Holmes控制了他的錢。該同獄犯人是臥底禁酒探員富蘭克林·道奇，他在這裡負責收集這類情報。道奇沒有報告這些情報，而是辭去了他的工作，並開始與雷穆斯的妻子發生關係。道奇和Holmes清算了雷穆斯的財產，並儘可能地把大量的錢藏起來。另外，雷穆斯的Fleischmann釀酒廠被Holmes出售，Holmes只從丈夫所創造的價值數百萬美元帝國中給了她被囚禁的丈夫100美元。Holmes和道奇企圖驅逐雷穆斯出境之外，甚至以15,000美元僱用一名殺手謀殺雷穆斯。因為殺手害怕被人出賣，所有他沒有去殺雷穆斯，而是把這個陰謀告訴了雷穆斯。
1927年末，Imogene Holmes向雷穆斯申請離婚。1927年10月6日，在前往法庭的路上，為了終結離婚，雷穆斯要他的司機追趕帶著Holmes和她的女兒經過辛辛那提伊甸公園的出租車，最後將出租車逼到路邊。雷穆斯跳了出來，在泉水屋涼亭前面向Imogene的腹部開了致命一槍，令公園的旁觀者驚恐不已。
案件中的檢察官是30歲的查爾斯·菲爾普斯·塔夫脫二世，他是美國首席大法官和前總統威廉·霍華德·塔夫脫的兒子、未來的參議員羅伯特·A·塔夫脫的弟弟。雖然他已經輸掉了對付另一名私酒販的最後一件大案，但塔夫脫被視為一名有著光明政治前景的人。在查爾斯·H·埃爾斯頓的幫助下，雷穆斯為自己的謀殺指控進行辯護，這次審判成為了一個月的全國頭條新聞。雷穆斯以臨時精神失常為理由，而陪審團在判他無罪前只用了十九分鐘來商議。自從陪審團認定他是精神失常後，俄亥俄州試圖關押雷穆斯到一間精神病院，但是檢察官們因為他們以前聲稱雷穆斯不是精神失常下因謀殺罪受審（由控方的三位著名的精神病學家支持）而受到阻撓，而雷穆斯僅在7個月後就從精神病院獲釋。

## 晚年和逝世
雷穆斯被釋放後，他當了另一位知名的辛辛那提律師William Foster Hopkins大約6年的非正式導師。雷穆斯後來搬到了肯塔基州的卡溫頓（從辛辛那提穿過俄亥俄河），他在那裡平安無事度過了他未來二十年的生活。他第三次，也是最後一次與他的長期秘書Blanche Watson結婚。雷穆斯經營了一家小型承包公司Washington Contracting，直到他在1950年8月中風。在接下來的兩年裡，他在護士的照顧下住在位於卡溫頓的寄宿舍。雷穆斯在1952年1月20日去世，享年73歲。他被葬在肯塔基州法爾茅斯的河邊公墓（Riverside Cemetery），葬在第三任妻子旁邊。

## 流行文化
雷穆斯有時被認為是法蘭西斯·史考特·費茲傑羅所寫的《大亨小傳》的靈感來源，而蓋茨比（Gatsby）這個角色可能是基於幾個人物，例如阿諾·羅斯汀。
雷穆斯是Craig Holden的小說《The Jazz Bird》（2001年）的主題。
雷穆斯在2011年肯·伯恩斯的紀錄片《禁酒令》中有出現，雷穆斯撰寫的文本由保羅·吉馬蒂朗讀。雷穆斯也是在HBO的禁酒令時期電視劇《酒私風雲》第二季中的配角，由格倫·弗萊舍爾飾演。在該劇中，他被描繪成擁有用第三人稱來稱呼自己的怪癖。
雷穆斯是2019年兩本書籍的主題，分別是凱倫·阿伯特的《The Ghosts of Eden Park》和Bob Batchelor的《The Bourbon King》。

## 深入閱讀
- King of the Bootleggers: A Biography of George Remus by William A. Cook, McFarland, Jefferson, NC. 2008.
- The Long Thirst—Prohibition in America: 1920-1933 by Thomas M. Coffey, W.W. Norton & Co., New York City 1975.
- Prohibition: Thirteen Years That Changed America by Edward Behr, Arcade Publishing, New York City 1996.
- .   [2017-11-18]. （原始内容存档于2002-01-16）., Brandon Brady, CityBeat of Cincinnati, Jan. 3 2002
- . George Remus: A Prohibition Saga.   [2006-06-19]. （原始内容存档于2020-11-12）.

## 外部連結
- New York Times: The Bootlegger's Wife （页面存档备份，存于） by David Willis McCullough
- TIME.com: American Justice（页面存档备份，存于）
- Gangsters in Our Own Back Yard by Bryan Meade